# أردريونيانز
نادي أردريونيانز لكرة القدم هو فريق كرة قدم محترف اسكتلندي ويلعبون في الدوري الإسكتلندي الأول. تم تشكيل النادي في عام 2002 باسم نادي أيردري يونايتد لكرة القدم بعد تصفية نادي أردريونيانز الأصلي، الذي تم تشكيله في عام 1878. تم تغيير الاسم الرسمي للنادي في عام 2013 بموافقة الاتحاد الاسكتلندي لكرة القدم على الاسم التقليدي لـ أردريونيانز.

## الشعار والألوان

### الشعار
عندما تم تشكيل أردري يونايتد، استخدموا عقاب ذو رأسين أزرق على درع أبيض كشعار للنادي، مع لفيفة حمراء أسفل الدرع كتب عليها «أردري يونايتد لكرة القدم»، تم تعديلها بحيث تحمل «أردري لكرة القدم» عندما تم تغيير علامته التجارية للنادي في عام 2012.
عندما ورث النادي اسم أردريونيانز في عام 2013، استعادوا أيضًا الشعار الذي كان يرتديها أسلافهم: حمل النادي هذا الشعار من عام 1974 حتى زوالهم في عام 2002، باستثناء موسم 2000-01. تميزت هذا الشعار بوجود ديك يجلس فوق درع يحتوي على أسدين والحروف الأولى من اسم النادي. في 19 يونيو 2015، كشف أردريونيانز النقاب عن شعار جديد، وإزالة الدرع وبدلاً من ذلك استخدموا شيفرون لفصل التمرير عن بقية الشعار.

## الملعب

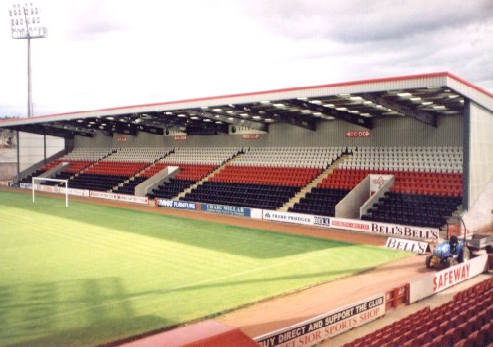
ملعب إكسليسيور

يلعب النادي مبارياته في ملعب إكسليسيور، المعروف أيضًا بشكل غير رسمي باسم نيو برومفيلد. تم بناء الملعب عندما تم بيع الملعب السابق، برومفيلد بارك، لسلسلة متاجر، الذين حصلوا على إذن لبناء متجر جديد في الموقع. تم الاستشهاد بهذه الصفقة على أنها سبب الخراب المالي للنادي، حيث تم هدم الملعب القديم قبل عدة سنوات من حصولهم على إذن التخطيط للملعب الجديد.
يبلغ سعة الملعب 10101 مقعدًا وفي نهاية موسم 2009-2010، تم تركيب سطح اصطناعي جديد من الجيل الثالث.
في عام 2003 تم اقتراح حصة أرضية مع نادي فالكيرك لأن ملعبهم لم يفي بمتطلبات الأتحاد الأسكتلندي لكرة القدم. لعب كوين أوف ساوث مبارايات كأس الاتحاد الأوروبي لكرة القدم في عام 2008 في الملعب، كما فعل نادي مذرويل في عام 2009. واستخدم كوينز بارك الملعب لمبارياته من ديسمبر 2013 حتى مايو 2014، بسبب إعادة تطوير هامبدن بارك.

## روابط خارجية
- الموقع الرسمي